# Międzynarodowy współczynnik znormalizowany
Międzynarodowy współczynnik znormalizowany, INR (od ang. international normalized ratio) – standaryzowany współczynnik czasu protrombinowego umożliwiający porównywalność wyników niezależnie od użytych odczynników.
Oblicza się go ze wzoru:
{\displaystyle {INR}=\left({\frac {PT_{badany}}{PT_{kontrolny}}}\right)^{ISI}}
PT – czas protrombinowy

ISI – międzynarodowy wskaźnik czułości badanej tromboplastyny.
Pierwszą tromboplastynę referencyjną (tzw. IRP 67/40) wyprodukowano w 1977 roku. Od tego czasu uważana jest ona za tromboplastynę wzorcową, według której dokonuje się kalibracji tromboplastyny badanej. Kalibracja ta polega na jednoczesnym oznaczaniu czasu protrombinowego za pomocą IRP 67/40 i tromboplastyny badanej u 20 osób zdrowych oraz 60 chorych w stabilnej fazie zażywania antykoagulantów doustnych. Tworzy się wykres, na którym na osi odciętych odkłada się wartości uzyskane z tromboplastyną standardową, a na osi rzędnych – z tromboplastyną badaną. Współczynnik kierunkowy prostej to ISI.

## Ocena wyniku INR
- prawidłowa wartość u osób nieleczonych: 0,8–1,2
- u osób zażywających doustne leki przeciwzakrzepowe:
  - zapobieganie i leczenie żylnej choroby zakrzepowo-zatorowej, migotanie przedsionków i wady zastawkowe: 2,0–3,0[1]
  - wszczepienie sztucznych mechanicznych zastawek serca: 2,5–3,5[1]